# Сильва, Бруно
Бруно Рамон Сильва Бароне (исп. Bruno Ramon Silva Barone; род. 29 марта 1980, Серро-Ларго) — уругвайский футболист, игравший на позиции правого защитника; тренер. Выступал за национальную сборную Уругвая, первый матч провёл 3 февраля 2003 года против Ирана (1:1).

## Биография
Зимой 2011 года после возвращения из очередной аренды в «Аякс» во время январских сборов получил лёгкую травму плеча, однако после небольшой операции выяснилось, что в организм Бруно проникла инфекция, из-за которой его здоровье очень серьёзно пошатнулось. Проходил курс реабилитации, возвращение в футбол было под вопросом.

## Статистика по сезонам
Данные на 13 июля 2009
| Сезон   | Клуб                 | Матчи | Голы |
| ------- | -------------------- | ----- | ---- |
| 2000    | Данубио (Монтевидео) | 1     | 0    |
| 2001    | Данубио (Монтевидео) | 13    | 1    |
| 2002    | Данубио (Монтевидео) | 30    | 1    |
| 2003    | Данубио (Монтевидео) | 39    | 2    |
| 2004    | Ростов               | 4     | 0    |
| 2004    | Данубио (Монтевидео) | 9     | 1    |
| 2005    | Данубио (Монтевидео) | 14    | 3    |
| 2005/06 | Гронинген            | 21    | 1    |
| 2006/07 | Гронинген            | 29    | 0    |
| 2007/08 | Гронинген            | 18    | 1    |
| 2007/08 | Аякс (Амстердам)     | 12    | 0    |
| 2008/09 | Аякс (Амстердам)     | 8     | 0    |

## Титулы
«Данубио»
- Чемпион Уругвая (1): 2004

 «Интернасьонал»
- Обладатель Кубка Либертадорес (1): 2010

 «Аякс»
- Чемпион Нидерландов (2): 2010/11, 2011/12
- Обладатель Кубка Нидерландов (1): 2009/10